# Sophie Marvaud

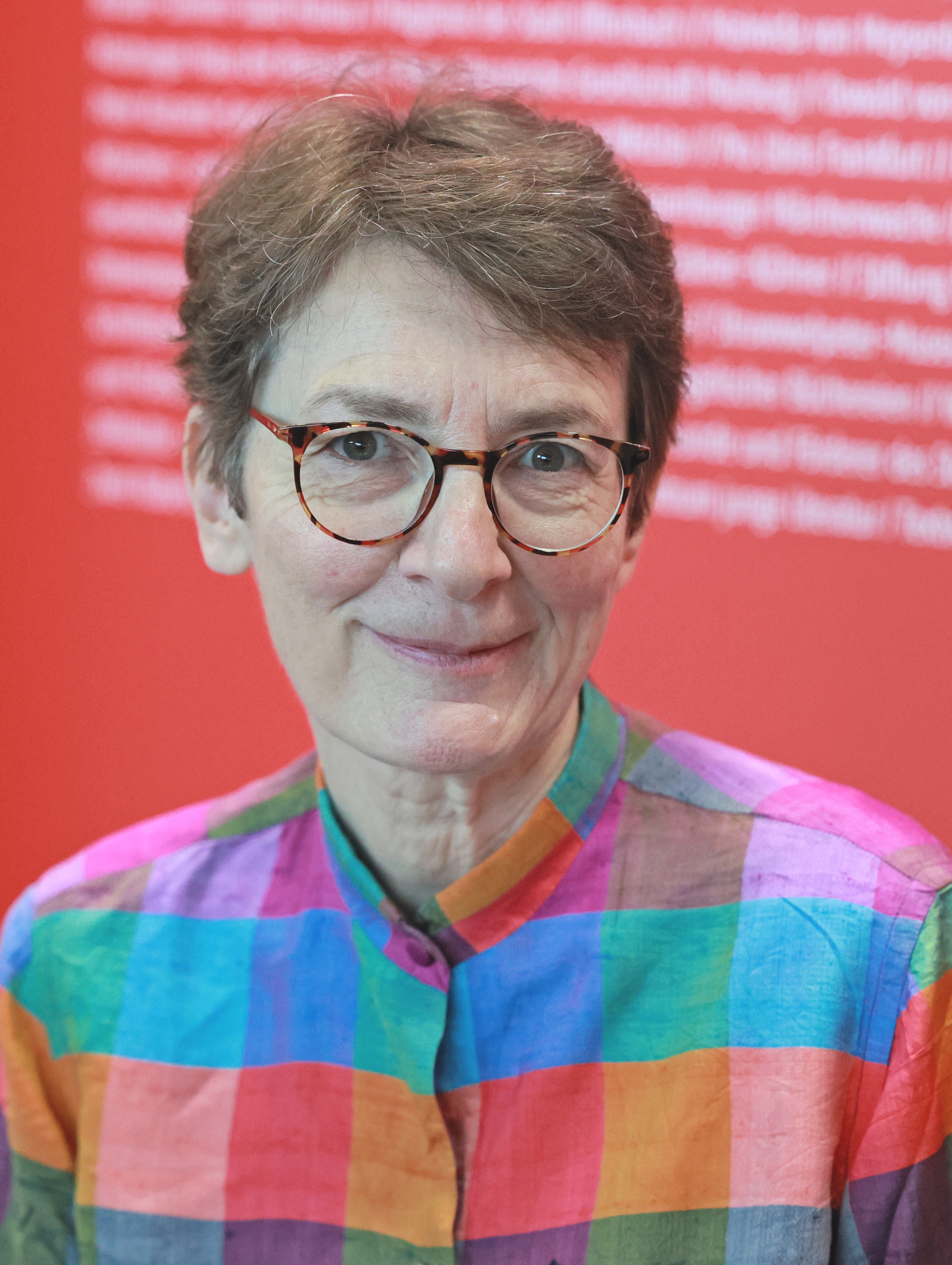
Sophie Marvaud, 2023

Sophie Marvaud (* 23. September 1961) ist eine französische Schriftstellerin. Ihr Spezialgebiet sind prähistorische Kriminalromane, historische Romane und Jugendliteratur. Ihr Roman Le Choc de Carnac wurde mit dem Preis France Bleu L’Histoire en polar 2021 ausgezeichnet.

## Leben
Sophie Marvaud studierte Geschichte und Politikwissenschaft. Sie begann 1999 mit dem Schreiben. Ihre Romane behandeln zahlreiche historische und prähistorische Epochen. Sie hinterfragen die sozialen Beziehungen und die Verbindung der Gesellschaften mit der Natur. Sie schrieb prähistorische Krimis, historische Romane, Jugendromane, Sachbücher, Drehbücher für Kurzfilme und Adaptionen von Zeichentrickfilmen. Seit 2004 leitet sie eine Schreibwerkstätte. Sie unterrichtet Dramaturgie an der Filmhochschule Cinemagis in Bordeaux.
Sophie Marvaud ist Preisträgerin des hessischen Literaturstipendiums Nouvelle-Aquitaine 2023. Sie wird am Hessischen Gemeinschaftsstand „Literatur in Hessen“ auf der Frankfurter Buchmesse 2023 auftreten. Von September bis Oktober 2023 wird sie in der Villa Clementine in Wiesbaden leben und an einer dokumentarischen Graphic Novel Les 9 anneaux du Nil (Die 9 Ringe des Nils) arbeiten. Diese soll von zwei außergewöhnlichen Abenteuern rund um die Geschichte der neun Ringe des deutschen Ägyptologen Karl Richard Lepsius erzählen, die sich gegenseitig beeinflussen: das eine zeitgenössisch, das andere historisch.

## Bibliografie (Auswahl)

### Werke für alle Altersgruppen
- Les Lionnes de Chauvet, 2023, Verlag 10/18, ISBN 978-2-26408-069-1.
  - Vor 35.000 Jahren in der Ardèche leben die letzten Neandertaler neben dem Homo sapiens, dessen Zugehörige sich in der Region niedergelassen haben. Die Malerinnen Tizia und Naélisse scheinen sich gegenseitig umgebracht zu haben, doch ihre Tochter Yoalna weigert sich, dies zu glauben.[8]
- Saison 1, 2020, Verlag Sud Ouest, ISBN 978-2-81770-725-9[9]
  - Dieser Kriminalroman wurde von der MeToo-Bewegung und dem Weinstein-Skandal inspiriert. Vier Drehbuchautoren schreiben in einem Herrenhaus im Périgord das Projekt ihres Lebens. Ihr Produzent, ein französischer Harvey Weinstein, wird tot am Fuße der Klippe aufgefunden.
- La chamane de Lascaux, 2022, Verlag 10/18, ISBN 978-2-26408-024-0,[10]
  - 2014 in Großformat unter dem Titel Meurtre chez les Magdaléniens bei den Verlagen Patrimoine und Nouveau Monde erschienen.
  - Vor 15.000 Jahren muss eine Schamanin im Périgord einen Mord aufklären, um eine Spirale der Gewalt zu verhindern, die den Clan zerstören würde.
- Le Choc de Carnac, 2015, Éditions du Patrimoine und Éditions Nouveau Monde, 2021 Univers poche, ISBN 978-2-26407-766-0.[11]
  - Dieser Roman erhielt den Literaturpreis 2015 des Salon du Livre préhistorique in La Chapelle-aux-Saints und den Preis France Bleu L'Histoire en Polar 2021.[12]
  - Die Geschichte spielt vor 7000 Jahren in Carnac. Die letzten Jäger und Sammler stoßen auf die ersten sesshaften Ackerbauern und Viehzüchter der Bretagne. Aus ihrer Konfrontation entstehen die ersten Megalithen.

### Werke für Jugendliche
- Le Secret des cartographes, drei Bände, erschienen 2008 bei Plon, 2010 bei Le Livre de Poche, ISBN 978-2-25313-422-0 und 2022 bei Éditions Magellan[13]
  - Prix Saint-Maur en poche 2011 in Saint-Maur-des-Fossés.
  - Im 17. Jahrhundert, zu einer Zeit, in der Karten als Staatsgeheimnis gelten, werden junge Leute an die großen europäischen Höfe geschickt, um geheime Karten zu beschaffen und den Pazifik zu entdecken. Die Hauptfigur ist eine junge Malerin mit gebrochenen Fingern, die sich als Kapuzinermönch verkleidet.
- Suzie la rebelle, drei Bände, Éditions Nouveau Monde
  - Band 1, 2008, Les années de guerre, ISBN 978-2-84736-261-9[14]
  - Band 2, 2008, Le mystère Marie Curie, ISBN 978-2-84736-373-9[15]
  - Band 3, 2009, L’espion russe, ISBN 978-2-84736-475-0[16]
  - Suzie, ein junges Mädchen aus gutem Hause, dem eine schöne Ehe versprochen wurde, ist sechzehn Jahre alt, als der Erste Weltkrieg ausbricht. Ihre Welt gerät aus den Fugen: Sie nimmt sich das Recht heraus, Zeitungen zu lesen, pflegt einen senegalesischen Soldaten, verliebt sich in einen jungen Mann, den ihre Eltern nicht kennen, und wird die Assistentin von Marie Curie.

### Adaptionen
Sophie Marvaud hat für die Reihe Bibliothèque Rose des Verlags Hachette die Zeichentrickserien Winx Club (62 Bände) und Zoé Kézako (8 Bände) adaptiert.

### Drehbücher
- La Chamane de Lascaux, prähistorische Krimiserie (in Entwicklung)